# Konwent San Marco we Florencji
Muzeum św. Marka (wł. Museo di San Marco) znajduje się we Florencji w kompleksie dominikanów San Marco. Kompleks składa się z klasztoru i kościoła.

## Historia klasztoru
Klasztor trafił w posiadanie zakonników w 1434 roku z rąk papieża Eugeniusza IV. Wówczas był to stary i zniszczony budynek klasztorny z XII wieku, należący do zakonników św. Sylwestra. Pierwszą modernizację klasztoru zlecił Cosimo de’ Medici, włoskiemu architektowi i rzeźbiarzowi Michelozziemu. Prace trwały w latach 1437 – 1452.
W XVI wieku pod kierunkim Giambolognego przeprowadzono kolejny remont i rozbudowę. W 1678 roku wnętrze zostało odnowione przez Piera Francesca Silvaniego a w 1780 roku istniejąca do dziś fasadę przebudował Gioacchino Pronti.

## Klasztor i muzeum
W klasztorze (obecnie muzeum) w XV wieku mieszkał słynny dominikanin i malarz Fra Angelico oraz kaznodzieja Girolamo Savonarola.
W 1808 roku na czas wojen napoleońskich dominikanie opuścili klasztor. W 1866 roku budynek przeszedł w posiadanie państwa i zakon musiał ponownie opuścić klasztor.
W części budynku wokół tzw. krużganka świętego Antoniego otworzono Museo di San Marco. Wejście do muzeum ozdobione jest freskami Bernardino Poccetti z XVI i XVII wieku. W zbiorach muzea znajdują się freski Fra Angelico oraz obrazy tablicowe Fra Bartolomea.
Muzeum wystawia również prace innych artystów m.in. Domenico Ghirlandaio, Alessio Baldovinetti i Giovanni Antonio Sogliani

## Sala biblioteczna
W murach klasztoru znajduje się biblioteka, powstała w 1444 roku. W epoce renesansu za panowania Wawrzyńca Wspaniałego organizowano w niej spotkania florenckich humanistów na których bywał m.in. Giovanni Pico della Mirandola. Przez salę biblioteczną przechodzi ciąg smukłych kolumn z jońskimi głowicami na których spoczywają arkady oddzielające beczkowato sklepiony korytarz środkowy od obydwu krzyżowo sklepionych korytarzy bocznych. Biblioteka była pierwszą w Europie publiczną biblioteką i służyła mnichom jako scriptorium. W zbiorach bibliotecznych prócz wielu oryginalnych XV-wiecznych rękopisów przechowywane są również manuskrypty kaznodziei Girolamo Savonaroli.

## Dormitorio di San Marco
Dormitorio di San Marco jest kompleksem cel w których mieszkali mnisi. Ich cele i korytarze zostały ozdobione przez freski Fra Angelico i jego uczniów. Do najbardziej znanych są freski Zwiastowania i Noli me tangere.

## Obrazy i freski znajdujące się w muzeum
- Obraz ołtarza głównego – Fra Angelico, 1438–1443, tempera na drewnie 220 × 227 cm
- Zdjęcie z krzyża – Fra Angelico, ok. 1436-1440, deska 176 × 185 cm
- Zwiastowanie – Fra Angelico, 1450, fresk, 230 × 297 cm
- Noli me tangere – Fra Angelico, 1450, fresk 166 × 125 cm (cela nr 1)
- Koronacja Maryi – Fra Angelico, 1441, fresk 171 × 151 cm (cela 9)
- Hołd Trzech Króli - Fra Angelico, Benozzo Gozzoli, 1440, fresk 175 × 357 cm (cela 39)
- Ukrzyżowanie, Fra Angelico, 1450, fresk 196 × 199 (cela 42)